# Рожков Дмитро Анатолійович
Дмитро́ Анато́лійович Рожко́в (10 червня 1979, Котовськ, Одеська область, Українська РСР — 5 вересня 2014, Весела Гора, Слов'яносербський район, Луганська область, Україна) — солдат Збройних сил України, учасник війни на сході України, кулеметник, боєць розвідгрупи (24-й батальйон територіальної оборони «Айдар»), позивний «Димок».

## Життєпис
Народився 1979 року в місті Котовськ (Одеська область). Син військовика, закінчив котовську гімназію.
Активний учасник Революції Гідності; добирався до Києва електричками, був у 12-й сотні Самооборони Майдану. Під час подій у Києві зазнав поранення, після лікування у Львові одразу поїхав на фронт.
Брав участь у боях за Щастя й Металіст під Луганськом. Поблизу Лутугиного був поранений, лікувався у Харкові та Рівненському госпіталі, не долікувавши ноги, вирушив на передову. Завернули на реабілітацію, наприкінці серпня повернувся до частини.
Загинув під час бою з російськими диверсантами, які напали на бійців 2-ї роти батальйону із засідки поблизу села Весела Гора. Бійці на двох машинах під'їхали до блокпоста — на ньому майорів український прапор. Командир групи вийшов з машини, терористи відкрили вогонь. Прострелено бензобак, одна з автівок вибухнула.
Був похований 1 жовтня в Старобільську як невідомий Герой. Імена загиблих айдарівців назвав їхній бойовий побратим.
У лютому 2015-го експертиза ДНК підтвердила, що він загинув та похований під Старобільськом як невідомий Герой.
Матері воїна Любові Рожковій видали свідоцтво про смерть.

## Нагороди та вшанування
- За особисту мужність, виявлену у захисті державного суверенітету та територіальної цілісності України, самовіддане виконання військового обов'язку нагороджений орденом «За мужність» ІІІ ступеня (10.3.2017, посмертно)
- Нагороджений нагрудним знаком «За оборону Луганського аеропорту» (посмертно)
- у серпні 2015-го в котовській гімназії встановлено меморіальну  випускнику Дмитру Рожкову[джерело?]
- Його портрет розміщений на меморіалі «Стіна пам'яті полеглих за Україну» у Києві: секція 4, ряд 10, місце 6
- Вшановується в меморіальному комплексі «Зала пам'яті», в щоденному ранковому церемоніалі 5 вересня[1]